# Þormóður Kolbrúnarskáld
Þormóður Kolbrúnarskáld Bessason (Thormodhur, 998-1030), también llamado el «poeta de Kolbrún» fue un escaldo y guerrero vikingo de Bjarnarhöfn, Snæfellsnes, Islandia del siglo XI. También aparece como personaje histórico de la Saga de los Fóstbrœðra junto a su hermano de sangre Þorgeir Hávarðsson, ambos acordaron que «aquel que sobreviviera, vengaría la muerte del otro».
Escribió el poema Þorgeirsdrápa, en honor a su amigo asesinado. Luego marchó para servir a la corona en Noruega, según la saga Þormóður murió luchando junto al rey Olaf II de Noruega en la batalla de Stiklestad. Cuando fue herido por una flecha al final de la historia, tuvo fuerzas para arrancarla de su cuerpo y a puertas de la muerte compuso un poema bastante intrincado. 
La saga Fóstbrœðra cita que era hijo de Bessi Halldórsson y un guerrero valiente que luchaba sin escudo, solo una espada en una mano y un hacha en la otra.
En Óláfs saga helga cita que recibió muchas heridas en la batalla y aunque hubo un momento que le imposibilitó seguir luchando, permaneció junto al resto de sus compañeros incluso tras la muerte del rey. Cuando con la última carga de Dag Ringsson se perfilaba la derrota, entonces recibió el flechazo y decidió apartarse del campo de batalla. Þormóður encontró a un combatiente del otro bando llamado Kimbi que le propuso esconderle a cambio de un brazalete de oro que el rey le había regalado esa misma mañana, Þormóður le cortó la mano con su espada cuando intentó cogerla. Una mujer que también se encontraba en la zona le acogió y tuvo cura de sus heridas aunque se dio cuenta de que eran bastante graves, especialmente la flecha que estaba en su pecho, cerca del corazón y no había forma de retirar la punta. Por la acogida y cariño que mostró la mujer le regaló el brazalete de oro y entonces él mismo sacó la flecha de un tirón; cuando vio que había jirones de carne de color rojo y blanco comentó: «nuestro rey nos alimentó bien: tengo grasa alrededor de mi corazón» y entonces cayó de espaldas y murió en su lecho.
Þormóður y Þorgeirr también aparecen como personajes secundarios en la saga de Grettir.